# Rat Patrol
Rat Patrol is sinds 1988 een Nederlandse punkband. Sinds 1988 speelt de band onafgebroken in dezelfde bezetting en wordt daarmee  als de langst bestaande punkband in dezelfde bezetting van Nederland beschouwd. Rat Patrol komt uit Groningen en speelt hardcore punk. Belangrijke invloeden zijn o.a. Germs, Dead Boys, GBH, Discharge, Dead Kennedys en Poison Idea. De naam "Rat Patrol" is ontleend van een nummer van de Amerikaanse punkband Naked Raygun.

## Bezetting
- Jansel - bass, vocals
- Henry - drums, vocals
- Pjotr - guitar
- Roelsel - vocals

## Discografie
- Rat Patrol (album) - Highly Obscure Records 1989
- Not A Youth Cult (album) - Highly Obscure Records 1992
- Painkiller (CD, album) - Highly Obscure Records 1997
- Ibiza Kepone (CD, album) - Highly Obscure Records 2008
- Not A Youth Cult / Rat Patrol (CD, Comp) - Highly Obscure Records 1992[4]
- Doing just fine (CD, album) - Highly Obscure records 2018
- Nothing comes from nothing (album) - Highly Obscure Records 2023
- Bijdragen op dubbelalbum Groetjes uit Holland - Vitaminepillen Records 1998